# Preston Rural
Preston Rural var en civil parish 1894–1928 när det uppgick i Hove i grevskapet East Sussex i England. Civil parish hade 611 invånare år 1921.